# Berta hainanensis
Berta hainanensis är en fjärilsart som beskrevs av Louis Beethoven Prout 1934. Berta hainanensis ingår i släktet Berta och familjen mätare. Inga underarter finns listade i Catalogue of Life.